# 成都樹徳中学

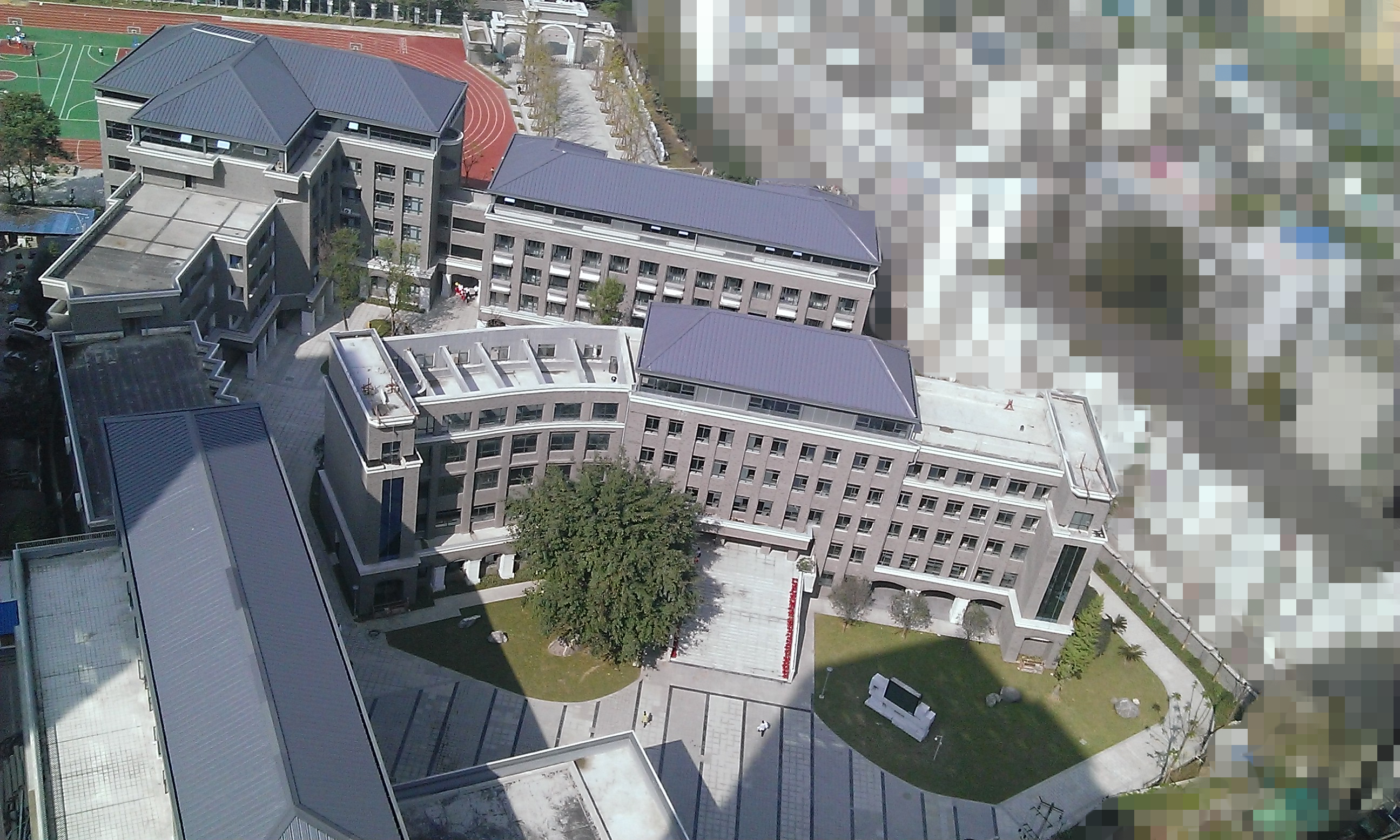
寧夏街キャンパス教育棟の鳥瞰図

成都樹徳中学（せいとじゅとくちゅうがく、ピンイン：Chéngdū Shùdé Zhōngxué、英: Chengdu Shude High School）は中国四川省成都市に位置する高等学校であり、過去名に成都市第九中学があったため「成都九中」とも呼ばれる。成都樹徳中学は中華民国時代の指揮官孫震によって創設された。学校のモットーは「忠、勇、勤」であり、校名は学校の宗旨「樹徳樹人」から名付けられた。現在は成都市教育局に直接所属する学校である。

## 学校の歴史

### 1949年以前
1929年、国民革命軍第29軍の副司令官である孫震が出資して、四川省成都市に樹徳義務学校を創設した。 1929年から1932年の間に、孫震は4つの樹徳小学校を創設した。1932年に設立された樹徳第一小学には、男女別の学生部門を持つ中学校が追加された。1937年の秋に、その学校は寄付金によって高校を設立し、学校教育委員会も設立した。そこで、樹徳中学は、男女共学で中学校と高等学校の両方を備える学校となった。 

### 1949年以降
- 1951年、成都私立甫澄中学が樹徳中学に統合された。
- 1952年、成都市人民政府が樹徳中学の管理をとり、校名を「成都市第九中学」と変更し、略して「成都九中」 。
- 1953年、樹徳中学は成都の三名門の1つとして認定された。
- 1988年6月、孫震の子孫の孫静山の要望と国内外の卒業生の期待に応じて、四川省と成都市教育委員会の承認を得て、校名は旧名の「成都樹徳中学」に戻った 。
- 2000年、国家級モデル高校に認定された。
- 2007年から2010年にかけて、成都市政府が名校拡張計画を実施し 、樹徳中学は元の寧夏街キャンパスのほかに、光華キャンパス、外国語キャンパスが建設された。
- 2013年、四川省一級モデル高校に認定された。

## 特徴
成都石室中学（旧名「成都市第四中学」）、成都市第七中学とともに成都市の三名門、「四七九」として知られている。